# Унашхотлов, Аслан Борисович
Аслан Борисович Унашхотлов (род. 21 июня 1979) — российский самбист и дзюдоист, призёр чемпионата России по дзюдо, призёр чемпионата Европы по самбо, чемпион и призёр чемпионатов мира по самбо, мастер спорта России международного класса по самбо и дзюдо.

## Спортивные результаты
- Первенство России по дзюдо среди молодёжи 2000 года — ;
- Мемориал Магомеда Парчиева 2002 года — ;
- Чемпионат России по самбо 2004 года — ;
- Чемпионат России по дзюдо 2006 года — ;
- Открытый чемпионат Германии по дзюдо 2007 года, Брауншвейг — ;